# IC 4394

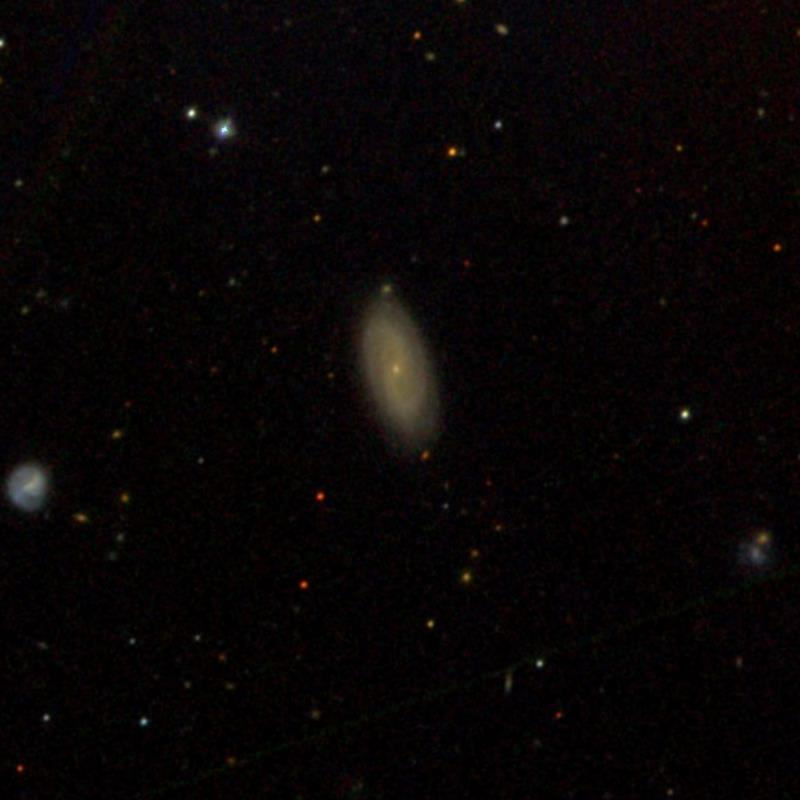
IC 4394

IC 4394 — галактика типа NF (в процессе подтверждения) в созвездии Волопас.
Этот объект входит в число перечисленных в оригинальной редакции «Нового общего каталога».